# Konstantin Ionenko
Konstantin Ionenko (ukrainisch Константин Ионенко, * um 1980 in Charkiw) ist ein ukrainischer Jazzmusiker (Kontrabass, Komposition).

## Leben und Wirken
Konstantin Ionenko erhielt seine Ausbildung am Musik-Konservatorium Charkiw. 2003 zog er nach Kiew, wo er begann, mit lokalen Jazzmusikern in verschiedenen Bands zu spielen. Zu dieser Zeit reiste er viel und arbeitete in Europa und den USA. Wenige Jahre später begann er am Kiever Musik-Institut zu arbeiten und unterrichtete Bass & Improvisation. Er engagierte sich auch aktiv in der Leitung von Workshops und Jazz Clinics. Abgesehen von der akademischen Karriere war er als Bassist in der ukrainischen Musikszene und ein ständiges Mitglied in verschiedenen Jazzprojekten, Sideman bekannter Künstler und bei TV-Shows. 2014 legte er zwei Alben mit eigenen Kompositionen vor, Deep Immersion mit seinem Quintett und Flow, aufgenommen mit dem kollaborativen Deep Tone Project. Beide Alben erhielten lobende Erwähnungen von verschiedenen Jazzkritikern und Magazinen, darunter All About Jazz und The New York City Jazz Record. In den folgenden Jahren leitete Ionenko ein international besetztes Quartett, dem ukrainische und in Berlin lebende Musiker angehörten; 2015 erschien das Album Noema (mit Dmitri Bondarev, Flügelhorn, Alex Maksymiw, Gitarre, und Pavel Galitsky, Schlagzeug), gefolgt von Deep Tone, erschienen bei Fresh Sound New Talent 2016. Im Laufe seiner Karriere tourte er in Ländern wie Frankreich, Deutschland, Spanien, Italien, Großbritannien, Polen, in den baltischen Ländern, der Slowakei und Japan; während der Tournee durch die USA trat er auch im Hauptquartier der Vereinten Nationen und im Weißen Haus auf.